# Critique musicale
Pour les articles homonymes, voir Critique.
 (30 mai 2016).

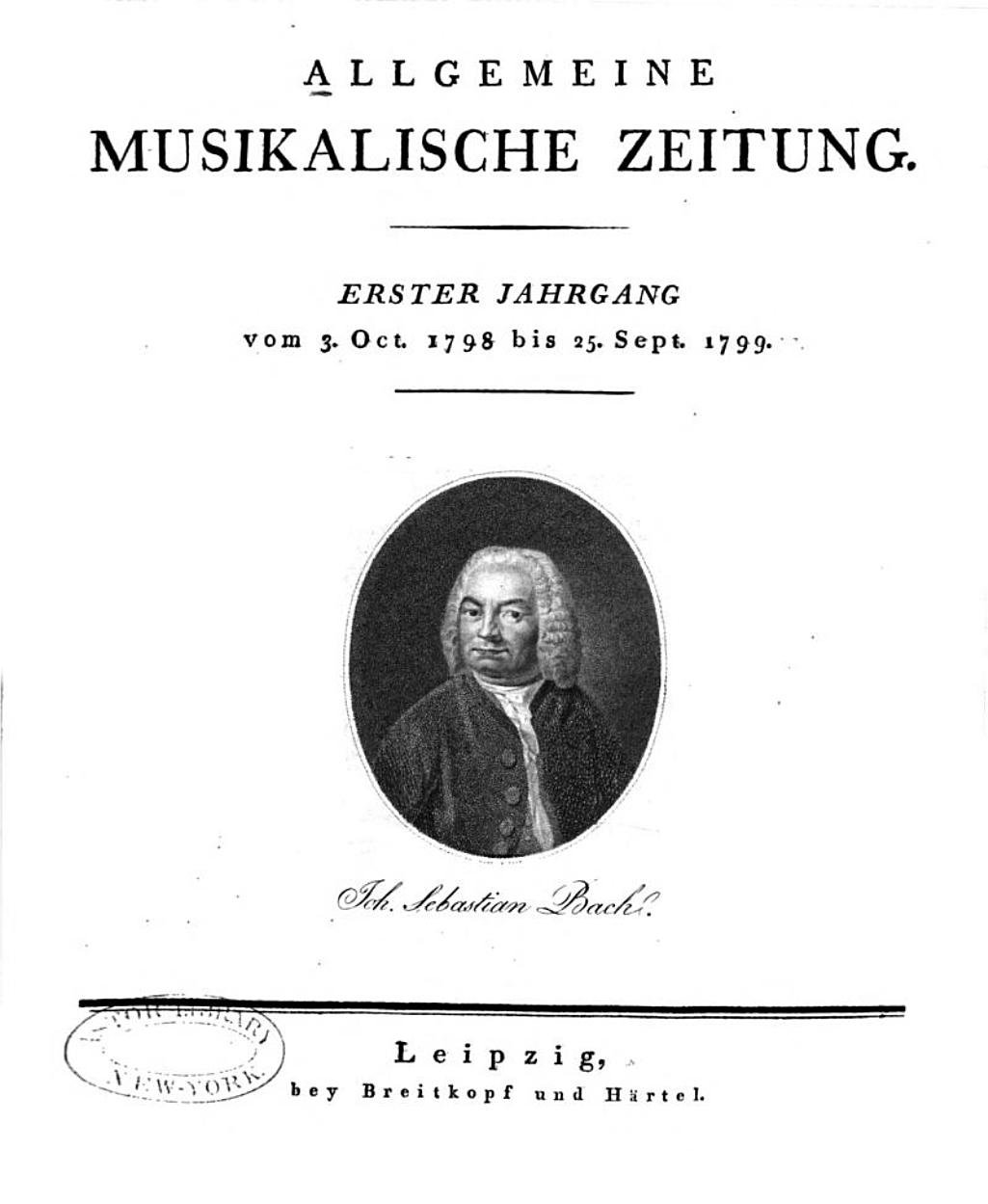
L'Allgemeine musikalische Zeitung est un périodique musical publié pour la première fois en 1798 par l'éditeur Breitkopf & Härtel à Leipzig, Allemagne. Ce journal est devenu une ressource majeure pour les musiciens et les critiques de musique au XIXe siècle, offrant des critiques de concerts, des articles sur la théorie musicale, des nouvelles du monde musical et des partitions.

La critique musicale est l'activité qui consiste à émettre et à diffuser largement un avis sur des œuvres musicales. La personne qui exerce la critique musicale est appelée critique de musique (en).
La critique peut s'exercer sur des partitions, mais elle se prononce surtout sur des interprétations en spectacle (opéra, ballet, concert) ou des enregistrements.
La critique musicale se fait surtout dans la presse écrite mais aussi à la radio et à la télévision, et maintenant via internet.

## Histoire
La critique musicale s'est développée, avec la critique littéraire et la critique d'art, en même temps que la presse, c'est-à-dire au XVIIIe siècle. La critique musicale s'applique alors essentiellement à l'opéra et au concert. Elle apparaît dans des périodiques à caractère partiellement culturel, comme le Mercure de France (1672-1965). Les critiques sont alors en général des personnes cultivées, des hommes de lettres qui n'ont pas nécessairement de formation musicale.
La situation change progressivement dans la première moitié du XIXe siècle. Les premiers journaux consacrés à la musique commencent à paraître, avec en Allemagne la naissance de l’Allgemeine musikalische Zeitung en 1798. En France, deux revues tentent, au début du XIXe siècle, de se développer, mais sans grand succès et elles cessent assez vite. La première revue spécialisée plus durable naît en 1827 sous le titre de Revue musicale. Elle sera suivie de plusieurs autres titres. Peu à peu, la critique musicale se développe également dans le reste de l'Europe.
Une autre mutation se produit dans la mesure où des musiciens (compositeurs, musicographes, interprètes), en tout cas des personnes ayant étudié la musique, assurent la critique musicale aux côtés des hommes de lettres.
La critique permet de développer des débats artistiques, en particulier autour de Wagner et du wagnérisme, et, plus tard, de l'École de Vienne ou de la musique contemporaine.

## La critique musicale auXXIesiècle
La critique musicale s'exerce à tous les genres musicaux (musique classique, musique traditionnelle, jazz, variété, rock). Elle est présente dans la presse généraliste, y compris la presse quotidienne régionale et même des publications spécialisées dans d'autres domaines que la musique (Le Quotidien du médecin, Libération, Les Échos). Elle est surtout très présente dans la presse musicale.
Les critiques sont soit des journalistes, soit des professionnels de la musique, souvent des musicologues ou des étudiants du domaine.

## Quelques grandes figures
- Hector Berlioz
- Castil-Blaze
- Lester Bangs
- Alfred Bruneau
- Claude Debussy
- François-Joseph Fétis
- Maurice Fleuret
- Paul Dukas
- Paul-Gilbert Langevin
- Pierre Petit
- André Lavagne
- Alain Lompech
- Jacques Lonchampt
- Renaud Machart
- Brigitte Massin
- Joseph d'Ortigue
- Anne Rey
- Jean Roy
- Robert Schumann
- Reynaldo Hahn
- Victorin de Joncières

## Périodiques de critique musicale

### Anciens titres
- Allgemeine musikalische Zeitung (1798)
- Revue musicale (1827) et Gazette musicale de Paris (1834) fusionnées sous le nom de Revue et gazette musicale de Paris (1835)
- Musical World [1](1836)
- La France musicale (1837)
- The Musical Times (1844)
- Le Monde de la musique … Choc
- Répertoire … 10 de Répertoire
- Chorus (Chorus d'Or)

### Titres actuels (et nom des récompenses)
- Diapason … Diapason d'Or
- Opéra international … Timbre de Platine
- Classica …   Choc
- Télérama … ffff
- Crescendo … Joker
- Les Inrocks
- Etat-critique.com
- Soul Bag... Le Pied

## Citations
- « Je connais trop les hommes pour ignorer que souvent l’offensé pardonne, mais que l’offenseur ne pardonne jamais. » (J.-J. Rousseau)[2].

- « Pour juger d’une œuvre nouvelle, le public ou la critique prennent souvent pour critère un chef-d’œuvre de Bach, Beethoven ou de Brahms. De haut, il est facile d’écraser le nouveau-né. Ne serait-il pas plus juste de partir du bas, du point zéro où ledit public et la critique se trouvent, pour apprécier la taille, peut-être modeste mais tout de même existante, de la nouvelle œuvre ? » (H. Gagnebin)[3].

- « Nous avons trop vécu auprès de nombreux artistes pour ne pas savoir que leurs peines dépassent de beaucoup celles de l’homme qui les juge et que leurs erreurs ont plus de prix que leur assurance. » (A. Bovy)[4].
- « Le critique, cet insecte malfaisant… » (H. von Bülow)[5].
- « Enfin, on peut imaginer le critique idéal. Il aurait les connaissances techniques du compositeur, l’amour profond de la musique, l’amour du « fait musical », de la matière sonore. Il serait sensible à la beauté d’une ligne mélodique, à la vitalité d’un rythme, au charme d’une modulation, à la clarté, é l’équilibre d’une architecture de sons. Couronnant le tout, il serait d’une objectivité totale, "sans amour et sans haine". Ce phénix existe-t-il ? Je réponds délibérément : Non. Car alors, ce ne pourrait être que Dieu le Père, et un critique lui-même reste un homme. » (A. Honegger)[6].
- « Il y a trois sortes de critiques : ceux qui ont de l’importance ; ceux qui en ont moins ; ceux qui n’en ont pas du tout. Les deux dernières sortes n’existent pas : tous les critiques ont de l’importance. (…) Le critique sait tout, entend tout, touche à tout, remue tout, mange tout, confond tout et n’en pense pas moins. Quel homme ! (…) Le critique est aussi une vigie, une bouée, peut-on ajouter. Il signale les récifs qui bordent les côtes de l’Esprit humain. Près de ces côtes, de ces fausses côtes, le critique veille, superbe de clairvoyance. De loin, il a un peu l’air d’une borne, mais d’une borne sympathique, intelligente. (…) Eux (les critiques), n’ont pas de mauvaises passions. Comment en auraient-ils, les braves gens ? Ils n’ont pas de passion du tout, aucune. Toujours calmes, ils ne songent qu'à leur devoir, corriger les défauts du pauvre monde et s'en faire un revenu confortable pour s'acheter du tabac, tout simplement. » (E. Satie)[7].